# Iwona Dzięcioł
Iwona Dzięcioł, nach Heirat auch bekannt unter Iwona Marcinkiewicz [iˈvɔna mart͡ɕinˈkʲevʲit͡ʂ], (* 23. Mai 1975 in Warschau, Volksrepublik Polen) ist eine ehemalige polnische Bogenschützin.

## Karriere
Iwona Dzięcioł nahm dreimal an Olympischen Spielen teil. Bei ihrem Debüt bei den Olympischen Spielen in Atlanta sicherte sie sich sogleich ihre erste olympische Medaille. Im Einzel erzielte sie zunächst in der Platzierungsrunde 599 Punkte, schied aber in der ersten Ausscheidungsrunde gegen die spätere Olympiasiegerin Kim Kyung-wook mit 158:164 aus. Mit der Mannschaft gelang ihr nach Siegen über Russland und die Ukraine dagegen der Halbfinaleinzug, wo sie gemeinsam mit Joanna Nowicka und Katarzyna Klata gegen Südkorea mit 237 zu 245 unterlag. Im Duell um die Bronzemedaille setzten sie sich anschließend gegen die türkische Mannschaft mit 244 zu 239 durch und belegten so den dritten Platz. Für diesen Erfolg erhielt sie wie ihre Mannschaftskolleginnen das Silberne Verdienstkreuz der Republik Polen.
Bei den Olympischen Spielen 2004 in Athen erzielte sie im Einzel in der Platzierungsrunde 628 Punkte. Im Anschluss besiegte sie Yukari Kawasaki mit 119:106 und traf in der zweiten Runde auf Zhang Juanjuan, der sie mit 157:166 unterlag. In der Mannschaftskonkurrenz startete sie mit Justyna Mospinek und Małgorzata Sobieraj gut in den Wettbewerb, als sie mit 1913 Punkten die Platzierungsrunde auf dem vierten Platz beendeten. In der ersten K.-o.-Runde schieden sie dann jedoch direkt gegen die französische Mannschaft mit 224:226 aus. Vier Jahre darauf erreichte sie bei den Olympischen Spielen in Peking in der Platzierungsrunde des Einzels mit 620 Punkten lediglich den 43. Platz unter allen 64 Starterinnen. Ihre erste Begegnung in der Ausscheidungsrunde gewann sie gegen Bombayla Devi mit 103:101, ehe sie Natalja Erdynijewa in der darauffolgenden Runde mit 103:104 knapp unterlag. Der Mannschaftswettbewerb verlief für Dzięcioł und ihre Teamkolleginnen Małgorzata Ćwieńczek und Justyna Mospinek im Prinzip analog zum Wettkampf von 2004. Nach einem vierten Rang in der Platzierungsrunde trafen sie zum Auftakt der K.-o.-Runde auf Frankreich, die sich gegen die Polinnen mit 218:211 durchsetzten.
2002 gewann sie bei den Europameisterschaften in Oulu die Silbermedaille mit der Mannschaft. Dem folgte zwei Jahre darauf in Brüssel der Gewinn von Bronze im Mannschaftswettbewerb, während ihr im Einzel sogar der Titelgewinn gewann. Eine weitere Bronzemedaille gewann sie zunächst mit der Mannschaft 2006 in Athen, um schließlich 2008 in Vittel auch in der Mannschaftsdisziplin Europameisterin zu werden.